# Troy Bayliss
Troy Andrew Bayliss (Taree, 30 marzo 1969) è un pilota motociclistico australiano, campione mondiale Superbike nel 2001, 2006 e 2008.
Oltre ai successi nel campionato mondiale superbike ha vinto una volta il campionato britannico Superbike nel 1999. Il suo nome è stato associato per quasi tutta la sua carriera a quello della Ducati.

## Carriera

### Pilota

#### Gli inizi in Australia e i primi successi
All'età di 10 anni inizia a cimentarsi con le gare motociclistiche, di motocross e dirt track, che poi abbandona sia perché non riesce a emergere, sia perché non ha soldi per continuare a gareggiare. Inizia dunque a lavorare e trova posto come carrozziere, specializzandosi nella verniciatura a spray: da qui deriva il suo soprannome di Carrozziere. Frattanto lo sport continua a far parte della sua vita: «me la cavavo con la bici e poteva darsi che un giorno o l'altro sarei potuto passare al professionismo». Nel 1992, a 23 anni, riesce finalmente a ritornare nel mondo dei motori iscrivendosi al campionato 250SP australiano con una Kawasaki KR-1, e a passare nella classe 600 l'anno successivo.
Nel 1994 partecipa alla sua seconda stagione del campionato aussie 600 dove si classifica sesto, migliorandosi l'anno successivo quando sale al secondo posto, in sella a una moto acquistata spendendo «i miei risparmi e quelli di mia moglie». Questo exploit lo proietta in sella al team Kawasaki Australia, la squadra ufficiale del marchio giapponese nel campionato nazionale Superbike, che nel 1996 gli permette di terminare la stagione al terzo posto.
Nel 1997, all'età di 28 anni, le sue capacità si manifestano a livello mondiale: passato alla Suzuki Australia, partecipa come wild card alla tappa del campionato mondiale Superbike a Phillip Island, classificandosi quinto in entrambe le gare. A fine stagione viene chiamato a gareggiare nel motomondiale, sostituendo l'infortunato Noriyasu Numata nel team olandese Molenaar Suzuki al Gran Premio d'Australia: al debutto su un prototipo da Grand Prix, Bayliss stupisce qualificandosi sesto in griglia e poi lottando per il podio prima di terminare al medesimo posto la gara della classe 250, ottenendo 10 punti iridati.
Nonostante questi risultati, l'età non è dalla sua: considerato già «vecchio» dal paddock del motomondiale, non riesce a trovare una sella per la stagione seguente. Le sue prestazioni attirano però l'attenzione del team britannico GSE, che per il 1998 gli offre la possibilità di correre nel probante British Superbike Championship in sella a una Ducati 996. Bayliss si trasferisce quindi in Inghilterra dove alla stagione di esordio, in cui deve ancora prendere confidenza con le piste, la moto e soprattutto l'ambiente («pioveva sempre e faceva freddo, un clima terribile»), termina ottavo in classifica, mentre nel 1999, grazie a 7 vittorie e 14 piazzamenti sul podio, e al culmine di una serrata lotta a tre con Chris Walker e John Reynolds, nell'ultimo appuntamento di Donington Park si laurea campione britannico tra le derivate di serie.

#### L'affermazione in Superbike
La vittoria del titolo oltre Manica porta Bayliss sotto i riflettori della casa madre Ducati, che per il 2000 decide di dirottarlo inizialmente negli Stati Uniti d'America, per prender parte al campionato AMA Superbike con il team Vance & Hines. L'avventura oltreoceano inizia in maniera positiva per l'australiano, che guadagna subito la pole position nel primo appuntamento della stagione, la 200 Miglia di Daytona, anche se poi in gara è costretto al ritiro mentre era in testa.

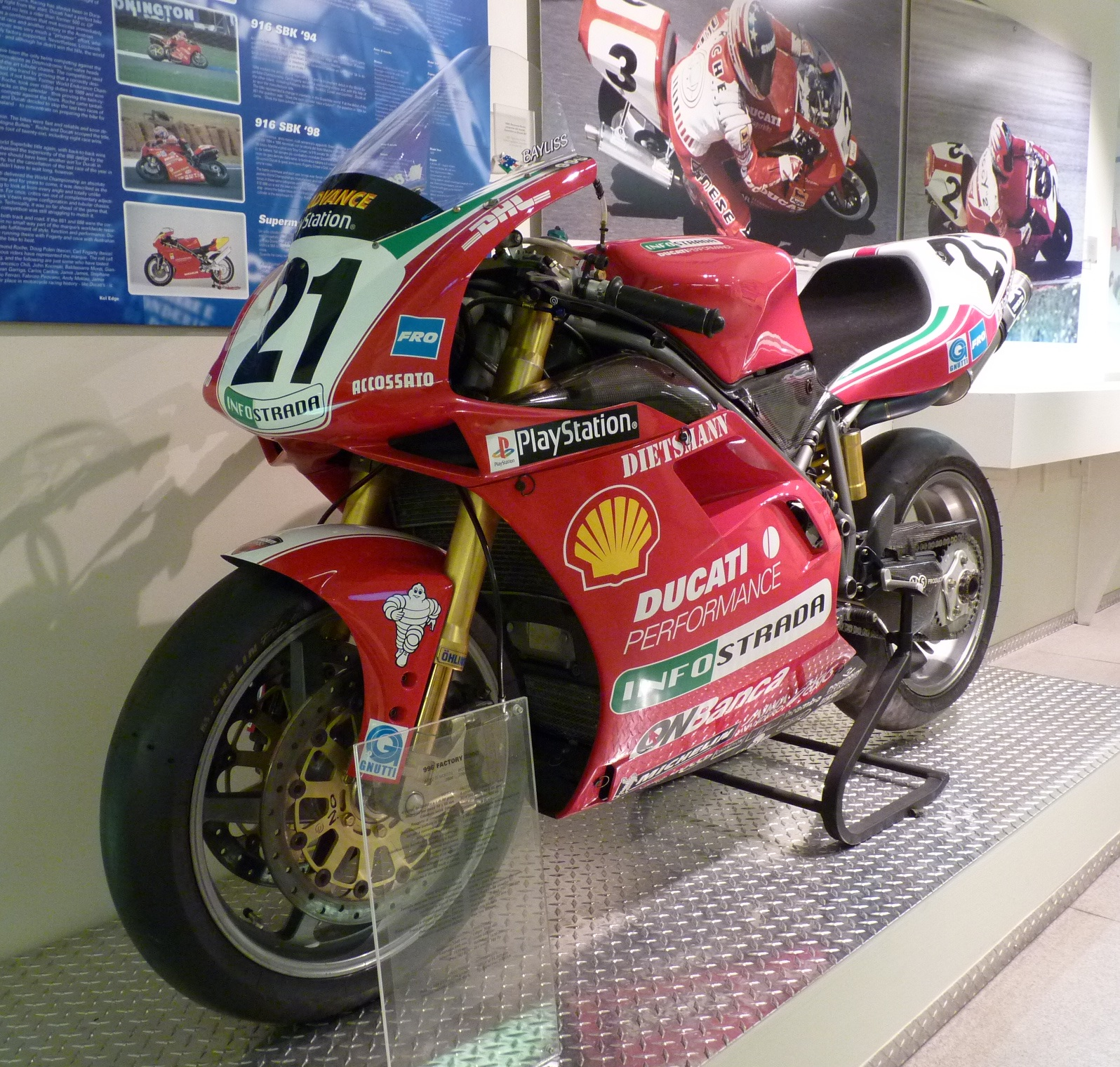
La Ducati 996 con cui Bayliss debutta nel mondiale Superbike nella stagione 2000, conservata presso il Museo Ducati.

Frattanto nella stessa annata, nel campionato mondiale Superbike, sul circuito di Phillip Island il britannico Carl Fogarty, quattro volte campione del mondo della categoria e pilota di punta del team ufficiale Ducati Infostrada, incappa in un grave incidente dopo avere urtato in gara 2 l'austriaco Robert Ulm: il fatto costringe Fogarty, dall'oggi al domani, al ritiro dalle corse. Data la sua carriera in ascesa, Bayliss viene immediatamente chiamato da Paolo Ciabatti e Davide Tardozzi, di Ducati Corse, per sostituire il britannico. L'australiano esordisce una settimana dopo in Giappone, ma le cose non vanno bene: cade infatti alla prima svolta del circuito di Sugo in entrambe le manche. Dopo il deludente weekend, Bayliss viene rimandato negli Stati Uniti e sostituito a sua volta, per la successiva gara di Donington, da Luca Cadalora; ma neanche l'italiano, protagonista di due prove anonime, riesce a soddisfare le aspettative della squadra, che così per la seguente gara di Monza decide di dare una seconda possibilità all'australiano.
Sul tracciato brianzolo Bayliss conclude entrambe le gare in quarta posizione ma lascia ugualmente il segno grazie a una condotta di gara entusiasmante e, soprattutto, a un sorpasso da allora ricordato tra i più spettacolari nella storia del motociclismo: in gara 2, alla prima variante dopo il traguardo e al termine di un rettilineo da 300 km/h, con una staccata al limite sopravanza in un solo colpo Edwards, Chili, Yanagawa e Haga, balzando nello spazio di una curva dal quinto al primo posto. La prestazione offerta nel fine settimana di Monza gli vale la conferma in squadra per il resto della stagione, venendo designato a tutti gli effetti quale erede di Fogarty. Al termine del campionato 2000, pur avendo saltato 6 prove del mondiale si posiziona sesto in classifica generale, frutto di 2 vittorie a Hockenheim e a Brands Hatch, e di 9 podi.

Bayliss piega la sua Ducati 996 R sull'asfalto di Misano Adriatico nel 2001, anno del suo primo titolo iridato tra le derivate di serie.

Sempre in sella alla Ducati 996 R del team Ducati Infostrada, nella stagione 2001 si laurea campione del mondo, salendo 15 volte sul podio, ottenendo la matematica certezza del titolo mondiale addirittura prima del termine della stagione. A Imola, ultima tappa stagionale, si presenta già da campione del mondo, ma in gara 1 cade rompendosi la clavicola mentre era in bagarre con l'Aprilia RSV 1000 di Régis Laconi, sicché non potrà festeggiare il finale di stagione nel miglior dei modi.
Ancora più incisivo della stagione precedente, nelle prime tre prove del campionato mondiale Superbike 2002 si aggiudica sei gare, un bottino pieno, dove lui e la 998 F 02 non lasciano spazio ad altri piloti, fino a che Colin Edwards con la Honda VTR 1000 SP2, riapre la lotta per il titolo mondiale. Dal Gran premio di Laguna Seca, infatti, lo statunitense inizia una lunga serie di vittorie consecutive, 9 per precisione, e Bayliss pur avendo un buon margine di vantaggio incappa in una caduta in gara due ad Assen, mentre il rivale effettua il sorpasso nella classifica generale; come se non bastasse l'australiano incappa anche in un incidente in qualifica a Brands Hatch con il compagno di squadra Rubén Xaus. All'ultima prova di Imola, davanti a 100 000 appassionati, Bayliss ha 1 punto di svantaggio su Edwards: in una gara passata agli annali i due danno vita a una lotta serrata ed entusiasmante, con il texano che vince entrambe le gare e si laurea campione del mondo per la seconda volta, mentre all'australiano, pur ricevendo l'onore delle armi, non resta altro che accontentarsi del secondo posto.

#### Gli anni in MotoGP

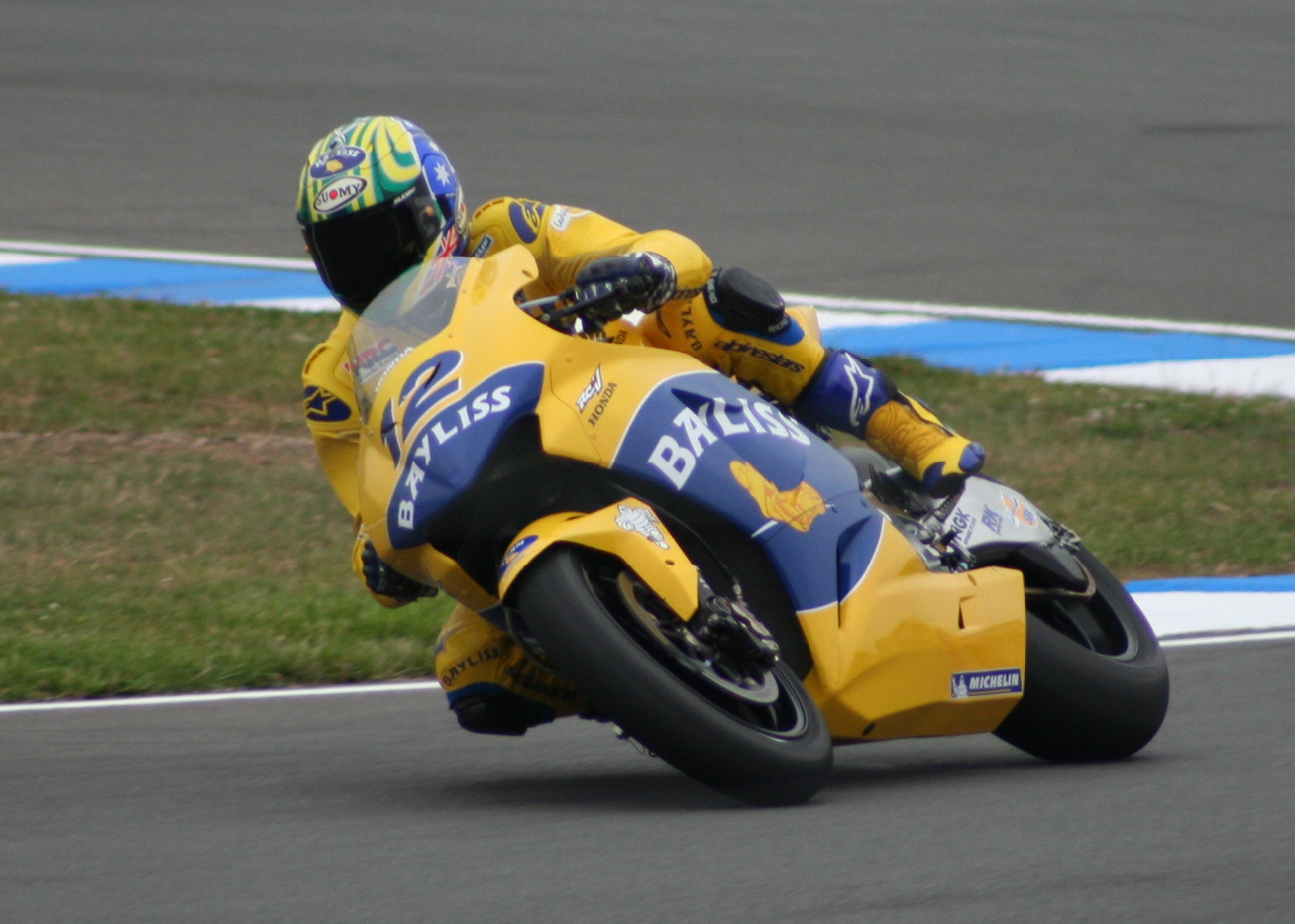
Bayliss in azione su Honda RC211V nel motomondiale 2005.

Nel 2003 esordisce in MotoGP, sempre con la Ducati: la moto è la Desmosedici GP3, con compagno di squadra l'italiano Loris Capirossi. Si presenta alla prima gara a Suzuka classificandosi quinto in gara; in tutta la stagione raccoglie tre podi e a fine campionato si posiziona sesto nella classifica generale piloti.
Per il campionato 2004 la Desmosedici in versione GP4 si presenta completamente rinnovata, ma l'innovazione portata da Ducati non ottiene i risultati sperati per gran parte della stagione. L'australiano fatica in ogni pista, anche a Phillip Island, solo a Valencia, ultima gara stagionale, guadagna il suo unico podio in rimonta, ma perde comunque il posto in sella alla moto di Borgo Panigale, sostituito, per l'anno successivo, da Carlos Checa. Chiude 14º assoluto in un campionato vinto ancora da Valentino Rossi.
Nel 2005, sua ultima stagione in MotoGP, cambia sella passando alla Honda RC211V del team Camel Honda. Lo scarso feeling con la moto giapponese non lo porterà mai a conquistare buoni risultati; inoltre a sei gare dal termine si infortuna al polso in allenamento, rompendolo in più punti e abbandonando di conseguenza il campionato prima della sua conclusione. Per lui i migliori risultati sono due sesti posti nel GP degli Stati Uniti e in Spagna, nella prima gara della stagione; conclude 15º nella graduatoria finale.

#### Il vittorioso ritorno in Superbike
Nel 2006 torna nel mondiale Superbike, nella squadra Ducati con cui aveva già vinto il titolo cinque anni prima. La nuova moto, la 999, è già stata campione del mondo 2003 e 2004 sia marche che piloti, con Hodgson prima e Toseland poi, ma nel 2005 soffre la velocità e la potenza delle rivali giapponesi a 4 cilindri (ciò anche per il fatto che in quest'annata vengono ridotte le limitazioni agli airbox delle quattro cilindri), in modo particolare Suzuki e Yamaha. Bayliss riesce ugualmente a conquistare il suo secondo titolo mondiale con tre gare d'anticipo.

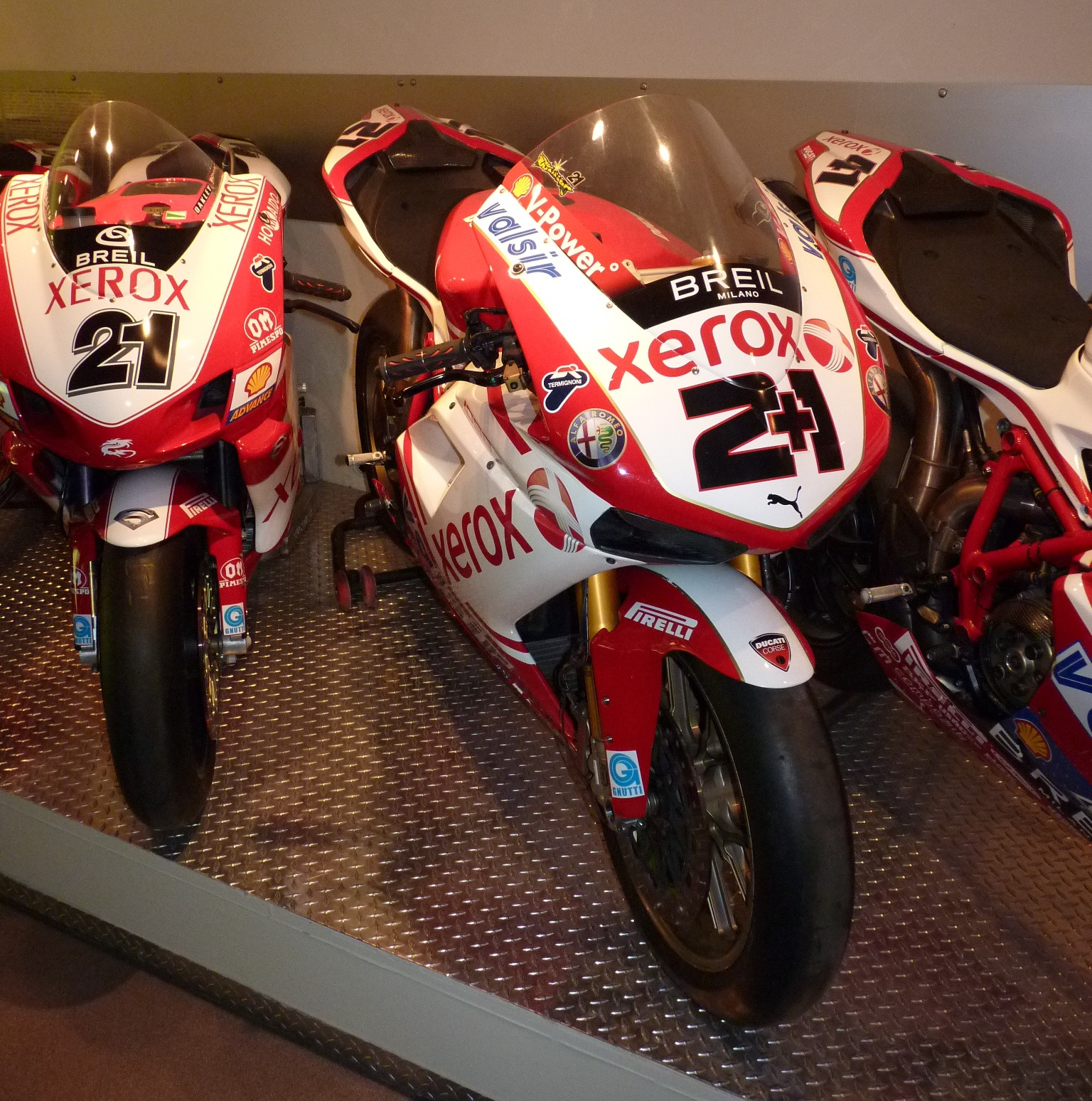
Da sinistra: le Ducati 999 F06 e 1098 F08 con cui Bayliss vince i titoli mondiali Superbike, rispettivamente, nelle stagioni 2006 e 2008; sul cupolino della 1098 da notare lo speciale numero di gara «2+1», a simboleggiare i 3 mondiali vinti da Bayliss tra le derivate di serie.

Con il titolo Suberbike ormai ottenuto, a fine stagione si trova a dover sostituire per la terza volta in carriera un pilota infortunato nel motomondiale: in questo caso si tratta di Sete Gibernau a cui subentra nell'ultima gara del campionato a Valencia, in sella alla Desmosedici del team ufficiale Ducati Marlboro. Bayliss fin dalle prove del venerdì mattina è veloce, conquista il secondo posto in griglia e vince la gara davanti al compagno di squadra Loris Capirossi. La vittoria è da rimarcare, in quanto l'australiano non guidava una MotoGP da quando aveva lasciato la categoria l'anno prima, e inoltre era alla sua prima uscita assoluta con le gomme Bridgestone. Bayliss diventa così il primo pilota nella storia del motociclismo a vincere almeno una gara sia in MotoGP che in Superbike nella stessa stagione, e il primo campione del mondo tra le derivate di serie a trionfare in gara anche nei prototipi.
Nel 2007 corre da campione del mondo, ma sempre con il numero 21 sul cupolino, prettamente per ragioni scaramantiche: la volta precedente con il numero 1 di campione aveva perso il mondiale per appena 11 punti, pur vincendo 3 gare in più dell'iridato 2000 Edwards. La 999F07 non ha la potenza delle 1000 giapponesi e Bayliss in alcune occasioni fatica per tenere il passo dei rivali. Lotta comunque per tutto il campionato dimostrando di essere competitivo, ma una caduta a Donington gli pregiudica la stagione, dato che dovrà saltare entrambe le gare dell'appuntamento britannico; a seguito della caduta riporta una profonda ferita al mignolo della mano destra, e per essere in pista già dalla gara successiva decide di farsi amputare la falange menomata. La stagione prosegue a buoni livelli, con Bayliss che riesce a vincere sei gare e a conquistare cinque podi. Alla fine del campionato si classifica quarto, pagando 43 punti di distacco dal campione del mondo Toseland, e venendo sopravanzato anche da Haga e Biaggi.
In vista del 2008 annuncia che questo sarebbe stato il suo ultimo anno di corse, ovvero l'ultima possibilità di aggiudicarsi il terzo titolo Superbike e l'unica chance per ottenere questo primato in sella a tre Ducati di diversa generazione. È proprio della casa di Borgo Panigale la grande novità dell'anno, con il debutto della nuova 1098R (in sostituzione della 999) che viene affidata nel team ufficiale Ducati Xerox all'australiano e al suo nuovo compagno di squadra, l'italiano Michel Fabrizio.

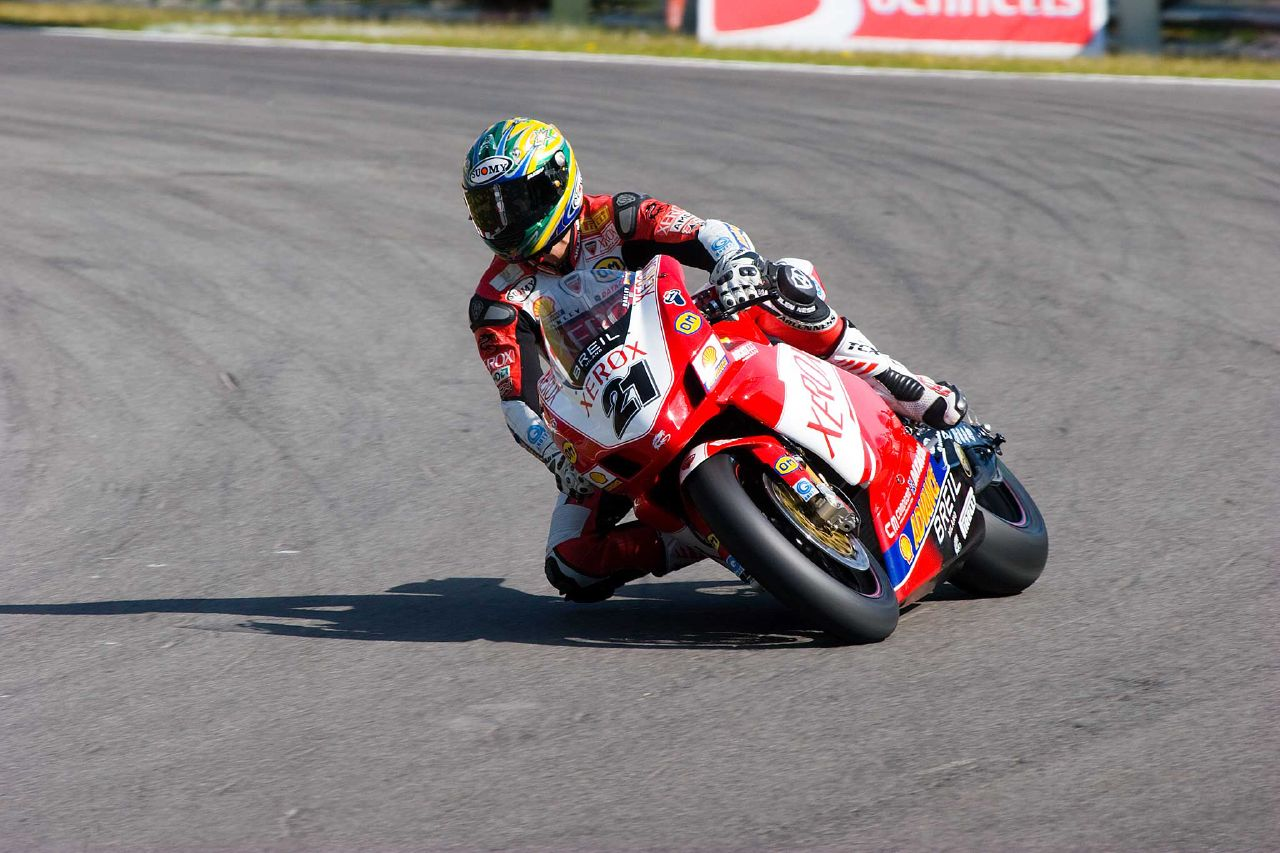
Bayliss in piega con la sua Ducati 999 F07 a Brands Hatch nel corso del mondiale Superbike 2007.

Nella prima gara a Doha la pole va a Troy Corser, mentre Bayliss si deve accontentare di un settimo tempo. In gara 1, dopo un duello con Biaggi che si risolve solo alla penultima curva, vince la prima gara sulla nuova Ducati. In gara 2 giunge quarto ed è protagonista di un contatto col compagno di squadra Fabrizio. Il secondo appuntamento si tiene in Australia e nonostante un incidente si aggiudica la pole. In gara 1, fermata e poi ripresa, conquista la vittoria; stessa cosa nella successiva gara 2. Dopo un mese di pausa si torna in pista a Valencia, gara uno vede Bayliss classificarsi secondo alle spalle di Lanzi; stessa posizione, ma alle spalle del giapponese Haga anche nella seconda gara.
Al successivo Gran Premio ad Assen, il pilota del team Ducati Xerox vince entrambe le gare, come già accaduto in Australia. L'appuntamento successivo si tiene sulla pista di Monza: dopo la pole l'australiano si classifica terzo nella prima gara e si ritira nella seconda. Registra un doppio ritiro anche nella prova disputata negli Stati Uniti d'America, sul nuovo circuito statunitense di Miller. Al Nurburgring conquista un secondo e un quarto posto. Nella prova di Misano Adriatico, due terzi posti con Neukirchner che si trova a una quarantina di punti dal pilota australiano nella classifica mondiale, prima della prova da disputarsi in Repubblica Ceca. Bayliss a Brno riesce a conquistare sia la pole sia il successo in entrambe le gare. Nella gara successiva, sul circuito di Brands Hatch, parte ancora al palo ma ottiene solo un secondo posto in gara 1 e un dodicesimo in gara 2.

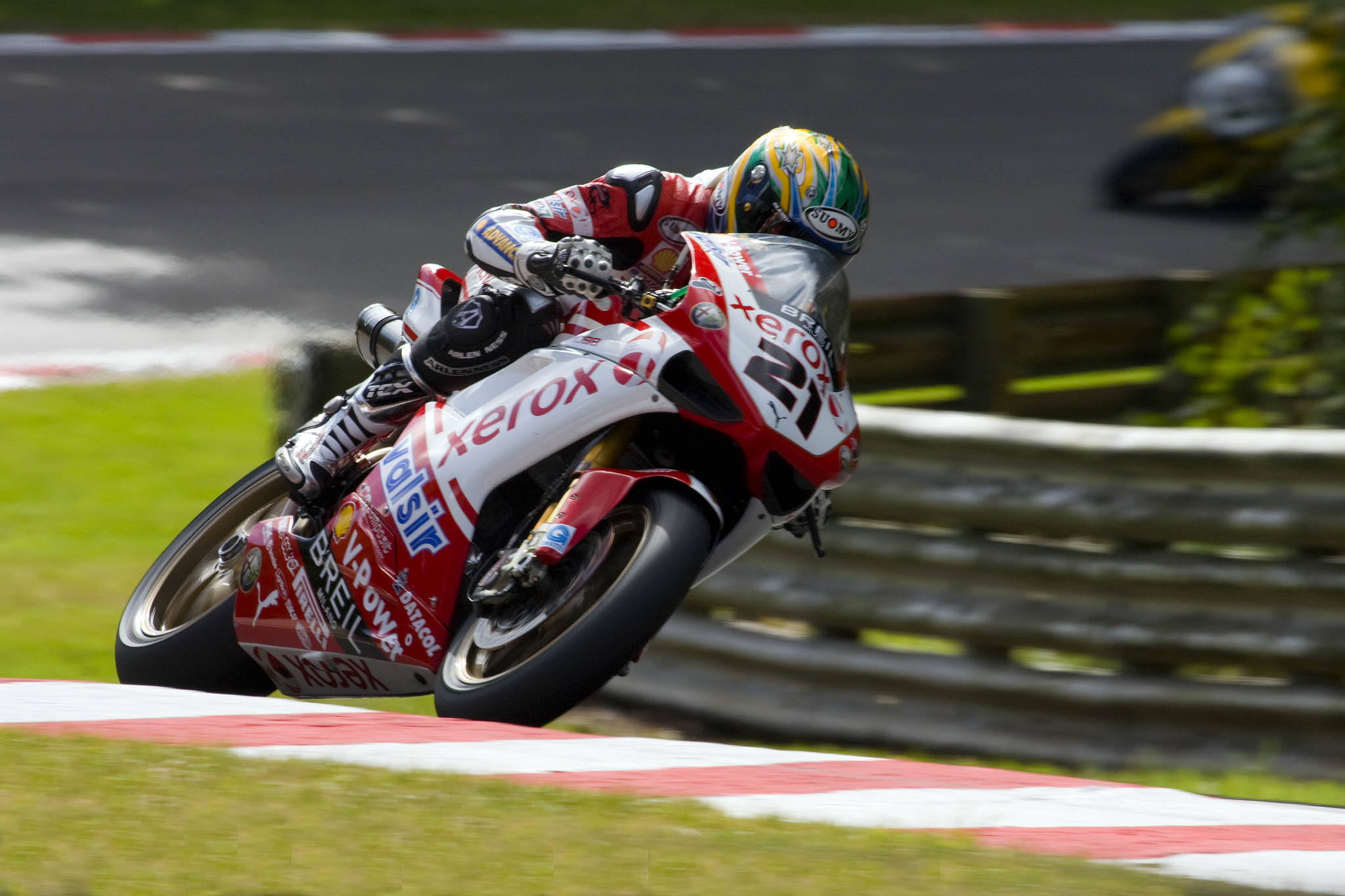
Bayliss in accelerazione con la sua Ducati 1098 F08 a Brands Hatch nella vittoriosa stagione 2008.

Dopo un mese di pausa il circus della SBK torna in pista a Donington Park, dove molti piloti, tra cui Bayliss, espongono un adesivo in memoria dello sfortunato Craig Jones, pilota del campionato mondiale Supersport che è perito nella gara precedente a Brands Hatch. Durante tutto il weekend è la pioggia la vera protagonista; l'australiano ottiene la pole davanti a un nutrito gruppo di wild card proveniente dal locale campionato Superbike. La prima gara viene una prima volta interrotta e poi ripresa, in seguito nuovamente accorciata a causa delle mutevoli condizioni atmosferiche; Bayliss comunque se l'aggiudica per somma di tempi. In gara 2 si deve invece ritirare dopo una scivolata. La prova successiva, a Vallelunga, potrebbe regalare il titolo a Bayliss che inizia il fine settimana stabilendo la pole, ma nella prima frazione l'australiano non va oltre la sesta posizione. In gara due cade alla terz'ultima curva rimandando la vittoria del titolo. A Magny-Cours Bayliss scatta dalla terza posizione e dopo una bella partenza opta per una condotta prudente, incentrata solo all'ottenimento del titolo, lasciando la vittoria ad Haga il quale precede lo spagnolo Fonsi Nieto: il terzo gradino del podio è più che sufficiente per assicurarsi il titolo con tre gare di anticipo. In gara 2 si aggiudica la nona vittoria stagionale, portando anche il titolo costruttori alla Ducati.
L'ultima gara stagionale si tiene sul nuovo circuito portoghese di Portimão, in sella alla nuova Ducati 1098 F09, destinata ai piloti della squadra ufficiale della stagione seguente e sfoggiando una livrea dedicata, che sarà poi quella che caratterizzerà la 1098 di serie a lui dedicata. In condizioni di maltempo Bayliss conquista l'ultima pole della carriera davanti al britannico Crutchlow, il quale partecipa a questa gara assieme al compagno di squadra Haslam in qualità di wild card. In gara 1 Bayliss si aggiudica la decima vittoria stagionale, precedendo sul traguardo Checa e Corser; stesso epilogo vittorioso anche per gara 2. Il podio vede Bayliss accompagnato sul podio dalla moglie e dai suoi figli, oltre che dal compagno di squadra Fabrizio e da Haslam che ha concluso terzo la gara, mentre in campionato alle spalle del tre volte iridato conclude il compatriota Corser, davanti al futuro ducatista Noriyuki Haga.

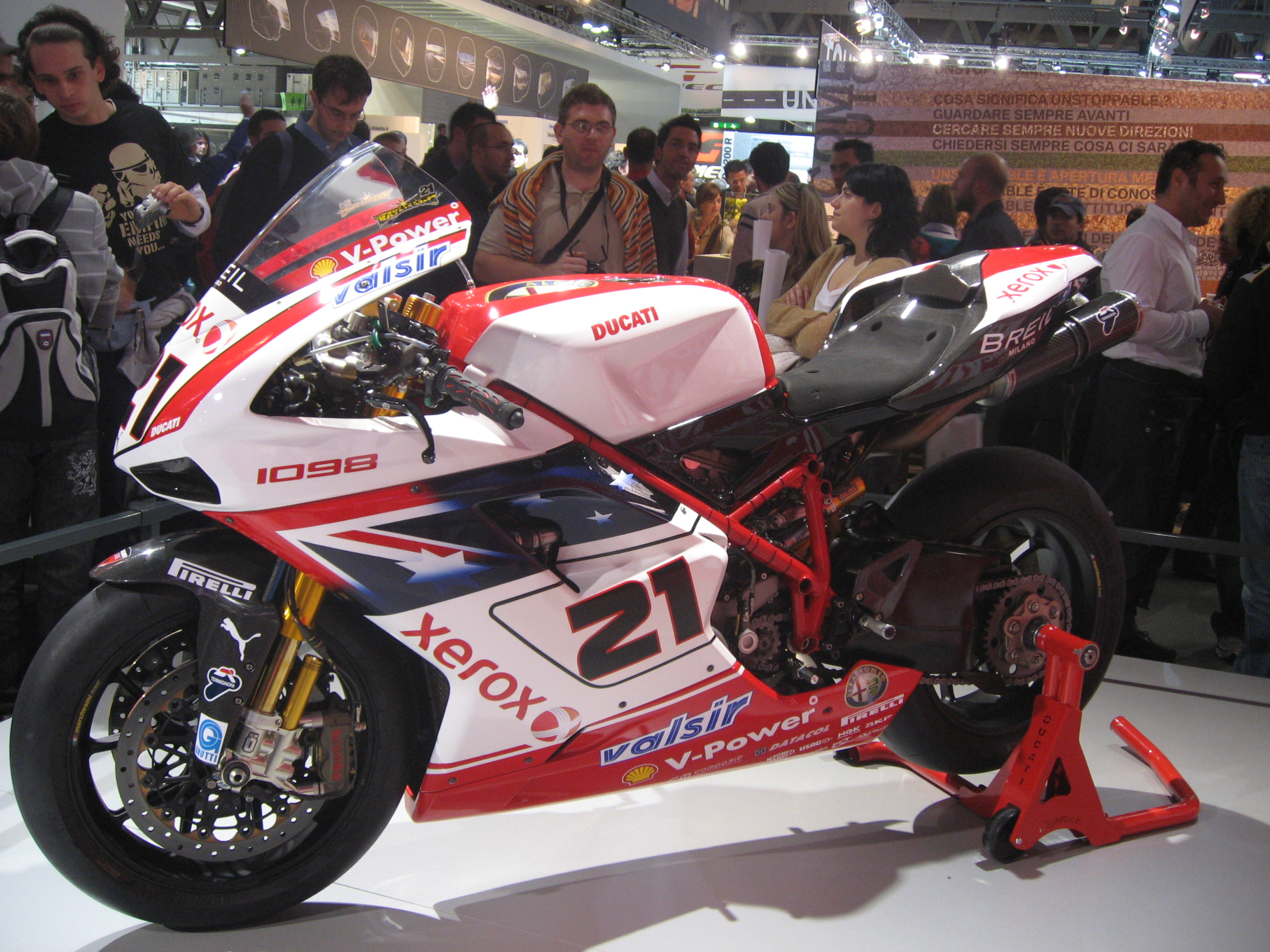
La Ducati 1098 in livrea speciale su cui Bayliss corre l'ultima prova del mondiale Superbike 2008.

In onore di Bayliss era stato inizialmente stato ritirato dal campionato mondiale Superbike il numero 21; tuttavia per il 2012 il pilota ha permesso a John Hopkins di utilizzarlo nuovamente.

### Dopo il ritiro
Terminata la carriera agonistica, nell'immediato rimane legato alla Ducati come collaudatore per quel che concerne i test di sviluppo delle moto per il mondiale Superbike.
Nel 2015, a distanza di più di sei anni dal ritiro, ritorna a correre nel mondiale delle derivate di serie, prendendo parte alla prova inaugurale di Phillip Island e a quella di Buriram con la Ducati Panigale R del team Aruba.it Racing-Ducati SBK, in sostituzione dell'infortunato Davide Giugliano.
Bayliss, con i tre punti realizzati grazie al tredicesimo posto in gara 1 al GP di Phillip Island, ottenuti all'età di 45 anni, 10 mesi e 8 giorni, diviene il secondo pilota più anziano a marcare punti nel mondiale Superbike; il primato è ancora detenuto da Frantisek Mrazek, capace di realizzare punti al GP del Canada del 1991 all'età di 55 anni e 25 giorni. Al termine del GP di Buriram, dove si posiziona nono in gara 1 e undicesimo in gara 2,  aggiorna il suo record a 45 anni e 11 mesi e annuncia il suo definitivo ritiro dal mondiale superbike.

## Risultati in gara

### Campionato mondiale Superbike
| 1997 | Moto   |   |   |  |  |  |  |  |  |  |  |  |  |  |  |  |  |  |  |  |  |  |  |  |  |  |  |  |  | Punti | Pos. |
| ---- | ------ | - | - |  |  |  |  |  |  |  |  |  |  |  |  |  |  |  |  |  |  |  |  |  |  |  |  |  |  | ----- | ---- |
| 1997 | Suzuki | 5 | 5 |  |  |  |  |  |  |  |  |  |  |  |  |  |  |  |  |  |  |  |  |  |  |  |  |  |  | 22    | 20º  |

| 1998 | Moto   |  |  |     |     |  |  |  |  |  |  |  |  |  |  |  |  |    |    |  |  |  |  |  |  |  |  |  |  | Punti | Pos. |
| ---- | ------ |  |  | --- | --- |  |  |  |  |  |  |  |  |  |  |  |  | -- | -- |  |  |  |  |  |  |  |  |  |  | ----- | ---- |
| 1998 | Ducati |  |  | Rit | Rit |  |  |  |  |  |  |  |  |  |  |  |  | 13 | 15 |  |  |  |  |  |  |  |  |  |  | 4     | 40º  |

| 2000 | Moto   |  |  |  |  |     |     |  |  |   |   |   |   |   |   |   |   |     |   |   |   |     |     |   |   |   |     |  |  | Punti | Pos. |
| ---- | ------ |  |  |  |  | --- | --- |  |  | - | - | - | - | - | - | - | - | --- | - | - | - | --- | --- | - | - | - | --- |  |  | ----- | ---- |
| 2000 | Ducati |  |  |  |  | Rit | Rit |  |  | 4 | 4 | 1 | 4 | 2 | 2 | 4 | 3 | Rit | 7 | 1 | 2 | Rit | Rit | 3 | 2 | 2 | Rit |  |  | 243   | 6º   |

| 2001 | Moto   |   |   |   |   |   |    |    |    |   |   |    |   |   |   |   |   |   |   |   |   |     |   |   |   |     |    |  |  | Punti | Pos. |
| ---- | ------ | - | - | - | - | - | -- | -- | -- | - | - | -- | - | - | - | - | - | - | - | - | - | --- | - | - | - | --- | -- |  |  | ----- | ---- |
| 2001 | Ducati | 2 | 2 | 2 | 2 | 3 | AN | 13 | 15 | 1 | 1 | 13 | 9 | 2 | 1 | 1 | 2 | 4 | 4 | 5 | 3 | Rit | 3 | 1 | 1 | Rit | NP |  |  | 369   | 1º   |

| 2002 | Moto   |   |   |   |   |   |   |   |   |   |   |   |   |   |   |   |   |   |   |   |   |   |   |   |     |   |   |  |  | Punti | Pos. |
| ---- | ------ | - | - | - | - | - | - | - | - | - | - | - | - | - | - | - | - | - | - | - | - | - | - | - | --- | - | - |  |  | ----- | ---- |
| 2002 | Ducati | 1 | 1 | 1 | 1 | 1 | 1 | 5 | 4 | 1 | 1 | 5 | 1 | 1 | 1 | 1 | 1 | 1 | 2 | 3 | 2 | 2 | 2 | 2 | Rit | 2 | 2 |  |  | 541   | 2º   |

| 2006 | Moto   |   |   |   |   |   |   |   |   |   |   |   |    |     |   |   |   |     |   |   |   |   |   |   |   |  |  |  |  | Punti | Pos. |
| ---- | ------ | - | - | - | - | - | - | - | - | - | - | - | -- | --- | - | - | - | --- | - | - | - | - | - | - | - |  |  |  |  | ----- | ---- |
| 2006 | Ducati | 2 | 2 | 6 | 1 | 1 | 1 | 1 | 1 | 1 | 1 | 1 | 12 | Rit | 8 | 1 | 2 | Rit | 1 | 7 | 3 | 5 | 1 | 4 | 1 |  |  |  |  | 431   | 1º   |

| 2007 | Moto   |   |   |   |   |     |    |   |   |   |   |   |   |   |    |   |   |     |   |     |   |   |   |   |   |   |   |  |  | Punti | Pos. |
| ---- | ------ | - | - | - | - | --- | -- | - | - | - | - | - | - | - | -- | - | - | --- | - | --- | - | - | - | - | - | - | - |  |  | ----- | ---- |
| 2007 | Ducati | 5 | 8 | 1 | 2 | Rit | NP | 3 | 6 | 4 | 1 | 2 | 3 | 1 | AN | 1 | 1 | Rit | 6 | Rit | 7 | 4 | 1 | 2 | 1 | 2 | 5 |  |  | 372   | 4º   |

| 2008 | Moto   |   |   |   |   |   |   |   |   |   |     |     |    |   |   |   |   |   |   |   |    |   |     |   |    |   |   |   |   | Punti | Pos. |
| ---- | ------ | - | - | - | - | - | - | - | - | - | --- | --- | -- | - | - | - | - | - | - | - | -- | - | --- | - | -- | - | - | - | - | ----- | ---- |
| 2008 | Ducati | 1 | 4 | 1 | 1 | 2 | 2 | 1 | 1 | 3 | Rit | Rit | 22 | 2 | 4 | 3 | 3 | 1 | 1 | 2 | 11 | 1 | Rit | 6 | 16 | 3 | 1 | 1 | 1 | 460   | 1º   |

| 2015 | Moto   |    |    |   |    |  |  |  |  |  |  |  |  |  |  |  |  |  |  |  |  |  |  |  |  |  |  |  |  | Punti | Pos. |
| ---- | ------ | -- | -- | - | -- |  |  |  |  |  |  |  |  |  |  |  |  |  |  |  |  |  |  |  |  |  |  |  |  | ----- | ---- |
| 2015 | Ducati | 13 | 16 | 9 | 11 |  |  |  |  |  |  |  |  |  |  |  |  |  |  |  |  |  |  |  |  |  |  |  |  | 15    | 24º  |

| Legenda | 1º posto        | 2º posto            | 3º posto           | A punti      | Senza punti        | Grassetto – Pole position Corsivo – Giro più veloce |
| Legenda | Gara non valida | Non qual./Non part. | Ritirato/Non class | Squalificato | '-' Dato non disp. | Grassetto – Pole position Corsivo – Giro più veloce |

### Motomondiale
| 1997 | Classe | Moto   |  |  |  |  |  |  |  |  |  |  |  |  |  |  |   |  |  | Punti | Pos. |
| ---- | ------ | ------ |  |  |  |  |  |  |  |  |  |  |  |  |  |  | - |  |  | ----- | ---- |
| 1997 | 250    | Suzuki |  |  |  |  |  |  |  |  |  |  |  |  |  |  | 6 |  |  | 10    | 26º  |

| 2003 | Classe | Moto   |   |   |   |    |     |    |   |   |   |   |   |    |     |   |     |   |  | Punti | Pos. |
| ---- | ------ | ------ | - | - | - | -- | --- | -- | - | - | - | - | - | -- | --- | - | --- | - |  | ----- | ---- |
| 2003 | MotoGP | Ducati | 5 | 4 | 3 | NP | Rit | 10 | 9 | 5 | 3 | 3 | 6 | 10 | Rit | 9 | Rit | 7 |  | 128   | 6º   |

| 2004 | Classe | Moto   |    |     |   |   |     |     |     |     |   |     |   |     |     |    |   |   |  | Punti | Pos. |
| ---- | ------ | ------ | -- | --- | - | - | --- | --- | --- | --- | - | --- | - | --- | --- | -- | - | - |  | ----- | ---- |
| 2004 | MotoGP | Ducati | 14 | Rit | 8 | 4 | Rit | Rit | Rit | Rit | 5 | Rit | 8 | Rit | Rit | 10 | 9 | 3 |  | 71    | 14º  |

| 2005 | Classe | Moto  |   |    |     |    |    |   |    |   |     |    |   |  |  |  |  |  |  | Punti | Pos. |
| ---- | ------ | ----- | - | -- | --- | -- | -- | - | -- | - | --- | -- | - |  |  |  |  |  |  | ----- | ---- |
| 2005 | MotoGP | Honda | 6 | 11 | Rit | 10 | 13 | 8 | 11 | 6 | Rit | NP | 9 |  |  |  |  |  |  | 54    | 15º  |

| 2006 | Classe | Moto   |  |  |  |  |  |  |  |  |  |  |  |  |  |  |  |  |   | Punti | Pos. |
| ---- | ------ | ------ |  |  |  |  |  |  |  |  |  |  |  |  |  |  |  |  | - | ----- | ---- |
| 2006 | MotoGP | Ducati |  |  |  |  |  |  |  |  |  |  |  |  |  |  |  |  | 1 | 25    | 19º  |

| Legenda | 1º posto        | 2º posto            | 3º posto            | A punti      | Senza punti        | Grassetto – Pole position Corsivo – Giro più veloce |
| Legenda | Gara non valida | Non qual./Non part. | Ritirato/Non class. | Squalificato | '-' Dato non disp. | Grassetto – Pole position Corsivo – Giro più veloce |

## Oltre le competizioni
Sposato con Kim, la coppia ha tre figli: Mitch, Abbey e Oliver, quest'ultimo divenuto anche lui un pilota motociclistico.
Nel mese di luglio 2009 esce il libro ufficiale commemorativo al suo mito: Troy Bayliss: la mia vita, la mia carriera.
Dopo una serie di test preparatori, il team Triple F Racing ha annunciato l'esordio ufficiale di Bayliss nell'automobilismo a fine 2009 con l'intenzione di partecipare alla 500 Chilometri di Phillip Island e alla 1000 chilometri di Bathurst a bordo di una Holden Commodore del campionato V8 Supercars, affiancando il pilota titolare Dean Fiore.
Bayliss è anche un appassionato ciclista ed era una giovane promessa del ciclismo, per questo appena può partecipa a tappe di gran fondo come la Nove Colli e la Maratona delle Dolomiti (corsa nella quale ha ottenuto un buon risultato nel 2009). Nel 2006, laureatosi per la seconda volta campione del mondo Superbike in gara-1 a Imola, si presentò al via di gara-2 con una tuta che richiamava la maglia iridata del campione del mondo di ciclismo, in onore dell'amico Paolo Bettini, laureatosi iridato su strada una settimana prima; infatti sia Bayliss che Bettini, quando entrambi risiedevano a Monte Carlo, si allenavano in bicicletta, e spesso i due si incrociavano lungo le strade del Principato.